# Колосовский, Андрей Павлович
Андрей Павлович Колосовский (1870—1942) — генерал-лейтенант, участник Китайского похода 1900 года, русско-японской войны, Первой мировой войны и Белого движения во время Гражданской войны в России.

## Биография
Получил образование в Сызранском реальном училище. В 1891 году окончил военно-училищные курсы Московского пехотного юнкерского училища (1891). Выпущен во 2-й Забайкальский казачий батальон.
1 августа 1898 года произведён в Подъесаулы. В 1900—1901 годах Колосовский принимал участие в Китайском походе. 1 августа 1902 года произведён в Есаулы.
Участник русско-японской войны 1904-1905 гг.
Войсковой Старшина в 1-м Читинском полку ЗабКВ. 5 мая 1910 года за отличие произведён в Полковники и назначен командиром 1-го Аргунского полка ЗабКВ (05.05.1910-15.07.1911).
Участник первой мировой войны. Командир 33-го Донского казачьего полка. Атаман 4-го военного отдела ЗабКВ (с 23 июня 1916).
Участник Белого движения на юге России. С 1918 года в Добровольческой армии. Участник 1-го Кубанского («Ледяного») похода в Партизанском полку. Участник Второго Кубанского похода. В августе 1918 командир 1-го конного полка, затем Приморского добровольческого отряда в Новороссийске (с 27 сентября 1918). Генерал-майор (с 15 ноября 1918). Начальник 1-й пехотной дивизии (c 21 марта по июнь 1919). Начальник Астраханской казачьей дивизии (октябрь 1919 - май 1920), одновременно начальник Черноярского сводного отряда на Черноярском направлении. 6 декабря 1919 года в бою под селом Вязовка был контужен. Командир Терско-Астраханской бригады (с мая 1920). Участник неудачного Кубанского десанта в августе 1920 под командованием генерала С. Г. Улагая. Генерал-лейтенант.
В эмиграции в Югославии. Умер в Белграде.

## Награды
- орден Св. Анны 4-й степени (1904)
- орден Св. Станислава 3-й степени с мечами и бантом (1904)
- орден Св. Анны 3-й степени с мечами и бантом (1904)
- орден Св. Станислава 2-й степени с мечами (1905)
- орден Св. Анны 2-й степени с мечами (1905)
- орден Св. Владимира 4-й степени с мечами и бантом (1905)
- орден Св. Владимира 3-й степени с мечами (ВП 08.03.1916)